# Trichocolletes venustus
Trichocolletes venustus is een vliesvleugelig insect uit de familie Colletidae. De wetenschappelijke naam van de soort is voor het eerst geldig gepubliceerd in 1862 door Smith.
De soort komt voor in het zuidoosten van Australië, inclusief Tasmanië.